# Villalbilla de Gumiel
Villalbilla de Gumiel és un municipi de la província de Burgos a la comunitat autònoma de Castella i Lleó. Forma part de la comarca de Ribera del Duero. Limita amb Gumiel de Izán (a 7,5 km), Tubilla del Lago (a 4 km), Valdeande (a 6 km), Santa María del Mercadillo (a 10 km) i Pinilla Trasmonte (a 7 km).

## Demografia
| 1991 | 1996 | 2001 | 2004 |
| ---- | ---- | ---- | ---- |
| 156  | 144  | 127  | 121  |